# Хасанова, Венера Гиниятовна
 Венера Гиниятовна Хасанова-Мухаметова  (род. 15 февраля 1948) — театральная актриса, народная артистка Республики Башкортостан (2005).

## Биография
Венера Гиниятовна Хасанова-Мухаметова родилась в деревне Масяково Кигинского района Башкирской АССР в 1948 году. Окончила театральный факультет Уфимского государственного института искусств в 1974. С того же времени работает в труппе Салаватского государственного башкирского драматического театра.
Вся творческая жизнь актёра связана с Салаватским башкирским драматическим театром.
Творчеству актрисы присущи глубокое проникновение во внутренний мир действующего лица, национальная характерность исполнительского искусства.
Венера Гиниятовна — кандидат в мастера спорта. Прекрасная физическая форма позволяет ей играть роли, где требуется сила, гибкость. К примеру, в спектакле «Девушка с веснушками» по пьесе К. Акбашева актриса выполняет акробатические трюки, что придаёт образу особую выразительность.

## Роли в спектаклях
- Бибигайша — «Смелые девушки» (Т. Гиззат, 1974 г.).
- Рита — «Соседи» (А. Мирзагитов, 1975 г.).
- Гумаруар — «В долины Узени» (А. Гирфанов, 1976 г.).
- Ишмурза — «В ночь лунного затмения» (М. Карим, 1976 г.).
- Мунира — «Бахтигарай» (А. Мирзагитов, 1977 г.).
- Сажида — «Снохи-подружки» (Х. Вахит, 1977 г.).
- Ильсияр — «А если не забудется» (Х. Вахит, 1978 г.).
- Старуха — «Черноликие» (М. Гафури, 1978 г.).
- Зубаржат — «Не зашторивайте сердца» (И. Абдуллин, 1979 г.).
- Юзум — «Широкая улица» (Ф. Асянов — Н. Асанбаев, 1979 г.).
- Мотя — «Кисть брусники» (А. Губарев, 1980 г.).
- Парторг — «Не уходи, Рустам» (К. Акбашев, 1980 г.).
- Ляля — «Гость в своём доме» (Чичков, 1981 г.).
- Нафиса — «Дом с невестой» (Н. Асанбаев, 1982 г.).
- Анника — «Потерянная судьба» (Э. Ранет, 1982 г.).
- Сажида — «Прости меня, мама» (Р. Батулла, 1985 г.)
- Сажида, Миляуша — «Там, где собираются друзья» (Т. Миннуллин, 1986 г.)
- Эвридика — «Антигона» (Софокл, 1986 г.)
- Кадрия — «13-й председатель» (А. Абдуллин, 1987 г.)
- Миляуша — «Миляш-Миляуша» (Н. Асанбаев, 1988 г.)
- Масрура — «След оленихи, потерявшей оленёнка» (А. Гилязев, 1989 г.)
- Фатима — «Четыре невесты Ахмадия» (Ф. Буляков, 1990 г.)
- Балай — «Если бы не было тебя» (М. Хайдаров, 1991 г.)
- Фатима — «Выходили бабки замуж» (Ф. Буляков, 1992 г.)
- Фатима — «Похищение дедов» (Ф.Буляков, 1993 г.)
- Галия — «Таштугай» (Ф. Буляков, 1994 г.).
- Мать — «Почему девушки плачут» (Ф. Буляков, 1994 г.)
- Купуниса — «Девушка с веснушками» (К. Акбашев, 1995 г.).
- Нелли — «Дальше — тишина» (В. Дельмар, 1995 г.).
- Маргарита — «Уйду, благословляя» (Р. Байбулатов, 1996 г.)
- Гульсина — «Не повторится больше никогда» (Г. Каюмов, 1997 г.)
- Сания — «Завидуй, Америка» (Латыпов, 1999 г.)
- Фрозина — «Скупой» (Ж. Б. Мольер, 1999 г.)
- Зухра — «Ушло моё белое лето» (Л. Станкова, 2000 г.)
- Зумрат — «Неркес» (И. Юмагулов, 2001 г.).
- Гульямал — «Лебёдушка моя» (А.Яхина, 2001 г.)
- Халима — «Женюсь на собственной жене» (Н.Гаитбаев, 2002 г.)
- Баба-Яга — детская сказка на русском языке. (2002 г.)
- Люция — «Апрель в Париже» (Л. Станкова, 2003 г.)
- Бабка — «Кавардак Forever!!!» (С. Лобозёров, 2004 г.)
- Фариза — «Бабий бунт» (М.Багаев, 2004 г.)
- Монолог Людмилы — «У войны не женское лицо» (инсц. Э. Шаихова)
- Клоун — «Детектив на перекёестке» (Л. Измайлов, В. Чудодеев, 2005 г.)
- Фагиля — «Зайтунгуль» (Н. Асанбаев, 2005 г.)[1]
- Фариха — «Черти-квартиранты» (Р. Киньябаев, 2007 г.)
- Баба Яга — «Путешествие на планету Мультляндия» (Я. Шарипов,2007 г.)
- Женщина — «Семь девушек» (Н. Асанбаев, 2008 г.)
- Шамсинур — «Он вернулся» (А. Атнабаев, 2009 г.).
- Шамсия — «Вишнёвая гора» (Н. Асанбаев,2011 г.).
- Старуха Шапокляк — «Проказы старухи Шапокляк» (И. Альбертовна, 2011 г.)

## Роли в кино

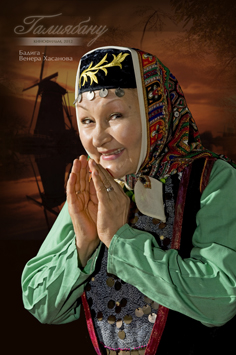
Венера Хасанова в роли Бадиги на съемках фильма «Галиябану»

- Бадига — «Галиябану. Легенда о любви» 2013

## Награды и премии
- Заслуженная артистка Республики Башкортостан (1993 г.)[2]
- Народная артистка Республики Башкортостан (2005 г.)
- Лауреат премии Союза театральных деятелей имени Б. А. Юсуповой
- Награждена Почётной грамотой Министерства культуры РФ (2004 г.), почётными грамотами государственных учреждений и общественных организаций городов и районов РБ и города Салавата.
- В 1997 году за творческие достижения в 64-м театральном сезоне Салаватского государственного башкирского драматического театра Венера Хасанова была названа «Лучшей актрисой года».